# Paradioxys pannonica
Paradioxys pannonica är en biart som först beskrevs av Alexander Mocsáry 1877.
Paradioxys pannonica ingår i släktet Paradioxys och familjen buksamlarbin. Inga underarter finns listade i Catalogue of Life.